# Litmanová
Litmanová (Hongaars: Hársád) is een Slowaakse gemeente in de regio Prešov, en maakt deel uit van het district Stará Ľubovňa.
Litmanová telt 622 inwoners.